# XVI. Armee-Korps (Deutsches Kaiserreich)

Generalkommando in Metz

Das XVI. Armee-Korps war ein Großverband der Preußischen Armee von 1890 bis 1919.

## Gliederung

### Friedensgliederung 1914
- 33. Division in Metz
- 34. Division in Metz
- Maschinengewehr-Abteilung Nr. 6 in Metz
- Festungs-Maschinengewehr-Abteilung Nr. 11 in Diedenhofen
- Festungs-Maschinengewehr-Abteilung Nr. 12 in Metz
- Festungs-Maschinengewehr-Abteilung Nr. 13 in Metz
- Festungs-Maschinengewehr-Abteilung Nr. 14 in Metz
- Festungs-Maschinengewehr-Abteilung Nr. 15 in Metz
- Rheinisches Fußartillerie-Regiment Nr. 8 in Metz
- Lothringisches Fußartillerie-Regiment Nr. 16 in Diedenhofen und Müllheim
- 1. Königlich Sächsisches Fußartillerie-Regiment Nr. 12 in Metz
- Kommando der Pioniere XVI. Armee-Korps
  - 1. Lothringisches Pionier-Bataillon Nr. 16 in Metz
  - 2. Lothringisches Pionier-Bataillon Nr. 20 in Metz
- Lothringische Train-Abteilung Nr. 16

Zugeteilt vom Bayerisches II. Armee-Korps:
- Bayerisches 2. Fußartillerie-Regiment in Metz

Quelle: Rangliste der Königlich Preußischen Armee 1914

## Geschichte
Das Korps wurde am 1. April 1890 errichtet und hatte sein Generalkommando in der Festung Metz. Es war zu Beginn des Ersten Weltkrieges der VII. Armee-Inspektion unterstellt.

### Erster Weltkrieg

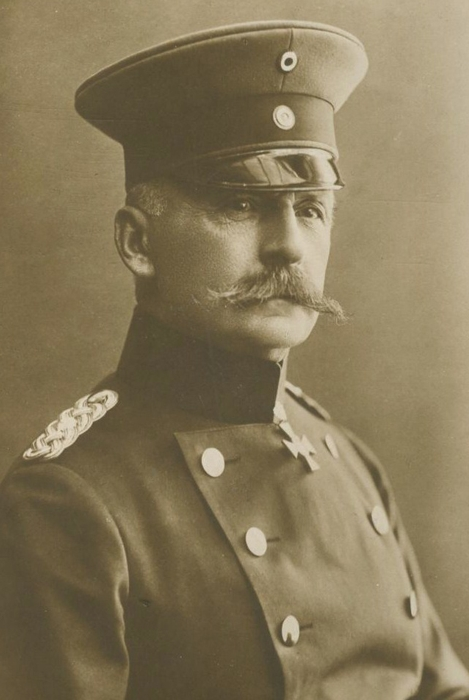
Bruno von Mudra

Zu Kriegsbeginn 1914 war General der Infanterie Bruno von Mudra Kommandierender General des XVI.Armee-Korps, als Chef des Stabes fungierte zunächst Oberst Rudolf von Borries, seit April 1915 Friedrich von Esebeck. Die unterstellte 33. und 34. Infanterie-Division wurde von Generalleutnant Franz Reitzenstein und Walter von Heinemann geführt.
Zusammen mit dem V. und XIII. Armee-Korps stand das Korps im ersten Treffen der 5. Armee, welche unter dem Oberbefehl des deutschen Kronprinzen durch das neutrale Luxemburg in Lothringen eindrang. Den linken Armeeflügel bildend, drang das XVI. Armee-Korps aus den Raum Diedenhofen bis zum 20. August 1914 an die Linie Ville au Montois–Bezailles–Boismont bis Sancy vor. Die 34. Infanterie-Division war über Serronville auf Joppecourt, die 33. Infanterie-Division von Sancy auf Anderny vorgegangen. Weiter südlich begann der Angriff der 34. Infanterie-Division auf Malavillers, die 67. Infanterie-Brigade unter Generalmajor Karl Brosius wurde über Sancy auf Bonvillers angesetzt. Die andere Brigade der 34. Infanterie-Division lag derweil noch im Kampf um Mercy-le-Haut. Die Masse der 33. Infanterie-Division wurde nach Nordwesten über Higny-Preutin vorgeführt, um dem zurückgehenden französischen 6. Korps bis westlich Xivry-Circourt zu folgen.
Am 23. August wurde der 5. Armee am linken Flügel die nachgezogene 2. Landwehr-Division zur Beobachtung der Festungsfront nordöstlich Verdun nachgeführt. Die 43. und 45. Landwehr-Brigade wurden bei Landres, die 13. und 53. Landwehr-Brigade sowie die bayerische 9. Infanterie-Landwehr-Brigade auf Briey vorgezogen. Dadurch brauchte die 5. Armee das westlicher liegende XVI. Armee-Korps im Angriff auf Verdun nicht weiter schwächen, General Mudra konnte seinen Angriff auf Nouillon Pont-Spincourt fortsetzen. Vor der Front operierte die 6. Kavallerie-Division über Spincourt auf Damvillers. Der volkstümliche greise Feldmarschall Gottlieb von Haeseler, ein Veteran des Krieges von 1870/71, erschien während der Kämpfe um Longwy im Hauptquartier seines früheren XVI. Armee-Korps und beobachtete die Operationen bei Damvillers. Am 24. August rückte die 34. Infanterie-Division von Olliers und Rechicourt weiter auf Nouillon-Spincourt vor. Die 33. Infanterie-Division verfolgte über Domprix und erreichte die Linie Othainufer zwischen Duzy–Domremy. Am 25. August wurde die geschwächte Besatzung der Festung Metz (Generalleutnant Wilhelm Pelkmann) durch die 10. Ersatz-Division unter General der Infanterie Georg von Gayl verstärkt. Die bei Rouvres in Front eingehende bayerische 8. Infanterie-Brigade (Generalmajor Riedl) der 33. Reserve-Division konnte zwischen Etain-Lanheres französische Gegenangriffe aus der Nordostfront von Verdun abschlagen. Das XVI. Armee-Korps setzte die Umklammerung der Nordwestfront Verduns an der Linie Duzey-Haudelaucourt fort. Die 33. Infanterie-Division eroberte Vaudoncourt und Muzeray, nördlich davon drang die 34. Infanterie-Division nach Warpremont vor. Der Angriff der 33. Infanterie-Division über den Othain-Abschnitt musste eingestellt werden, der Südflügel mit dem XVI. Armee-Korps und dem vorgeschobenen Gruppe „Oven“ musste auf die Linie Nouillonpont-Rechicourt-Avillers–Landres–Mairy zurückgehen. Der erste deutsche Vorstoß auf Verdun war damit gescheitert.
Die 34. Infanterie-Division ging über Rechicourt zurück und bezog auf den Höhen zwischen Avillers–Landres eine starke Abwehrstellung, auf die auch die 33. Infanterie-Division über Avillers ausweichen musste. Östlich davon ging die Gruppe „Oven“ auf die Linie Landres–Mairy zurück. Nach dem Rückzug der 34. Infanterie-Division musste das V. Reserve-Korps ihren linken Flügel nach Muzeray verlängern, gleichzeitig erreichte das VI. Reserve-Korps auf den Höhen südlich des Othainbaches zwischen St. Laurent bis Sorbey noch Geländegewinne. Das XVI. Armee-Korps ging auf die Linie Wiecourt-Avillers–Landres–Mairy zurück. Am 26. August stabilisierte sich die neu erreichte Linie der 5. Armee am Nordrand der Argonnen.
Ab 28. August versuchte die 5. Armee die Maas zu erreichen, Ziel war es den Festungsbereich von Verdun im Norden zu umgehen und von Westen her abzuschnüren. Das XVI. Armee-Korps wurde dabei über Damvillers auf Sivry-Consenvoye angesetzt. Links fiel dem V. Reserve-Korps die Beobachtung der Nordfront vor Verdun zu. Rechts erreichte das VI. Reserve-Korps sowie das XIII. Armee-Korps parallel nach Westen vorgehend am 30. August die Maas bei Dun. Am 29. August standen die Truppen westlich Dannevoux bis Gercourt. Am 1. September wurde das XVI. Armee-Korps über Montfaucon auf Avocourt angesetzt und drang südwärts in den Argonnenwald ein. Am 4. September erreichte das XIII. Armee-Korps über Varennes vorgehend den Raum Clermont. Westlicher angesetzt hatte der linke Flügel der 4. Armee mit dem nach vorn gezogenen Höhere Kavallerie-Kommando „Hollen“ und mit dem VI. Armee-Korps beiderseits der Argonnen über St. Menehould nach Revigny zum Marne-Rhein-Kanal verfolgten. Das XVI. Armee-Korps hatte von Aubréville her am Cousance-Abschnitt zu forcieren. Mudras Truppen trafen am 6. September um Bulainville an der Aire wieder auf starken Widerstand der Franzosen, die südlicher stehende 34. Infanterie-Division wurde bei Beauzee, die 33. Infanterie-Division aus der Gegend Heippes-Souilly heftig angegriffen und in die Defensive gedrängt. Nördlicher versuchte das nachfolgende VI. Reserve-Korps zu helfen, wurde aber selbst vor Jubecourt von der Verduner Westfront angegriffen. Am 9. und 10. September versuchte das XIII. Armee-Korps, die 12. Reserve-Division und das XVI. Armee-Korps die Höhenstellungen bei Sommaisne, bei Serancourt und Heippes zu nehmen. In schweren Kämpfen wurde bis zum Abend des 10. die Linie Rebercourt-Courcelles-Rignaucourt-Souilly erreicht, als infolge der Marneschlacht der Rückzugsbefehl für die 5. Armee einlangte. Bis zum 11. September wurden die Stellungen gehalten, dann erfolgte der Rückzug durch die Enge von Varennes nach Norden. Ende September rang die Truppen des XVI. Armee-Korps um die Waldstellungen zwischen Montblainville über Binarville und im Tal der Biesme bei Four de Paris. Um den Besitz der Höhenstellung St.-Hubert-Pavillon folgten schwere Kämpfe mit den im Kleinkrieg gut organisierten Gegner.

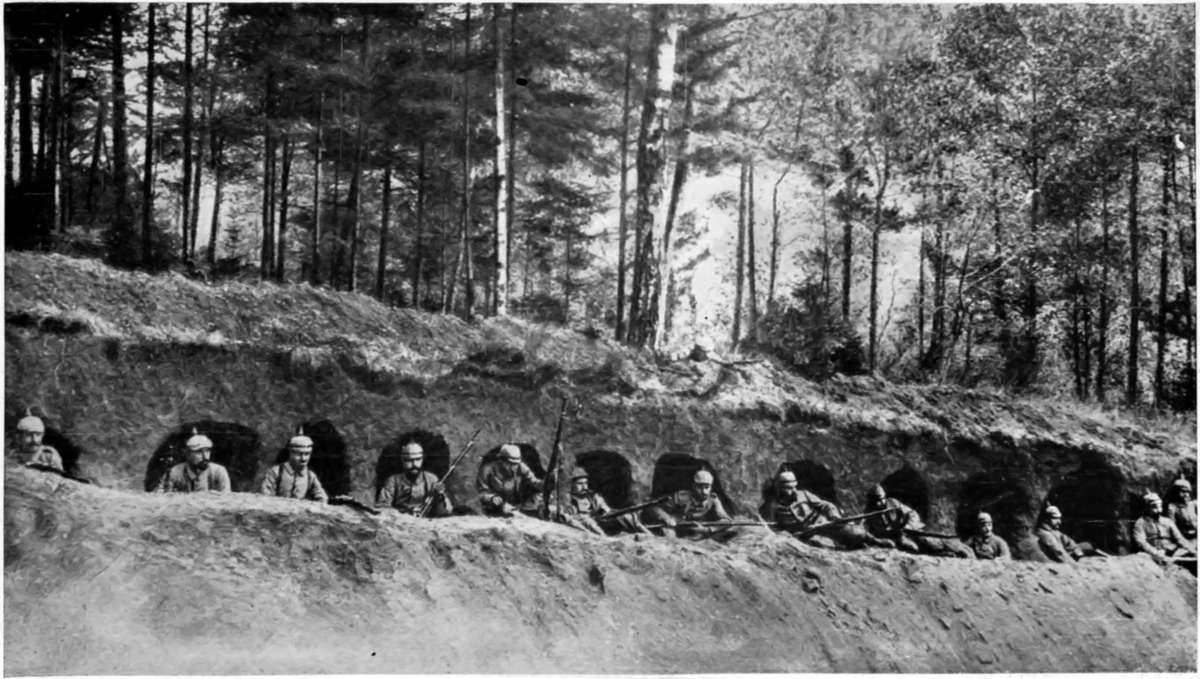
Deutsche Stellung in den Argonnen Ende 1914

In der jetzt erstarrenden Front lag links an die 27. Infanterie-Division aufschließend, die 33. und 34. Infanterie-Division im Argonner-Wald, in östlicher Richtung folgte die unterstellte 2. Landwehr-Division (Gruppe „Franke“), linker Nachbar wurde das VI. Reserve-Korps. Im Februar 1915 folgten noch größere Kämpfe um La Harazée und das hochgelegene Vauquois, dann wurde es in den Argonnen stiller. Im folgenden Stellungskrieg 1915 lag den Deutschen die französische 3. Armee unter Maurice Sarrail, mit dem V. Korps und dem aus Flandern herangezogenen XXXII. Korps gegenüber.
Am 8. Dezember 1915 wurde die benachbarte württembergische 27. Infanterie-Division durch die 25. Reserve-Division abgelöst und nach Flandern abtransportiert. Der Kleinkrieg wurde weitergeführt, der Minenkrieg gewann erheblich an Bedeutung. Im Dezember 1916 wurde das XVI. Armee-Korps aus den Argonnen herausgezogen und vor Verdun eingesetzt. Ab Februar 1917 kam das Generalkommando wieder in die Argonnen zurück, hatte jetzt aber andere Divisionen unter seinem Kommando.

### Verbleib
Da nach dem Kriegsende das ehemalige Generalkommando in der Festung Metz nicht mehr zu erreichen war, wurde das Korps bis September 1919 über die Abwicklungsstelle in Blankenburg (Harz) demobilisiert und aufgelöst.

## Kommandierender General
Die Kommandobehörde des Armeekorps war das Generalkommando unter Führung des Kommandierenden Generals.
| Dienstgrad             | Name                                 | Datum                               |
| ---------------------- | ------------------------------------ | ----------------------------------- |
| General der Kavallerie | Gottlieb von Haeseler                | 24. März 1890 bis 17. Mai 1903      |
| General der Infanterie | Louis Stoetzer                       | 18. Mai 1903 bis 23. April 1906     |
| General der Infanterie | Maximilian von Prittwitz und Gaffron | 24. April 1906 bis 28. Februar 1913 |
| General der Infanterie | Bruno von Mudra                      | 01. März 1913 bis 28. Oktober 1916  |
| Generalleutnant        | Adolf Wild von Hohenborn             | 29. Oktober 1916 bis 2. April 1919  |
| Generalleutnant        | Theodor Teetzmann                    | 03. April bis 30. September 1919    |